# La Valse de Paris
Pour plus de détails, voir Fiche technique et Distribution.
La Valse de Paris est un film français de Marcel Achard sorti en 1950. Très librement adapté de la vie d'Hortense Schneider et de Jacques Offenbach, il présente de nombreux extraits des compositions de ce dernier.

## Synopsis
La vie d'Offenbach et ses amours bouleversées avec son interprète préférée Hortense Schneider. Cette évocation romancée de la vie du célèbre compositeur retrace un certain charme de l'atmosphère festive du Paris du Second Empire.

## Fiche technique
- Réalisation et scénario : Marcel Achard
- Décors : Robert Clavel
- Musique : Jacques Offenbach
- Musique nouvelle, adaptation et direction musicales : Louis Beydts
- Directeurs de la photographie : Christian Matras
- Montage : Yvonne Martin
- Sociétés de production : Lux Films Paris et Lux Film Rome
- Pays de production : France
- Format : Noir et blanc  - 1,33:1 - 35 mm - Son mono
- Durée : 92 minutes
- Date de sortie : 
  - France : 5 mai 1950
- Affiche : Bernard Lancy (France)

## Distribution
- Yvonne Printemps : Hortense Schneider
- Pierre Fresnay : Jacques Offenbach
- Noëlle Norman : Marie Pradeau
- Jacques Charon : Jean Berthelier
- Robert Manuel : José Dupuis
- André Roussin : Henri Meilhac
- Claude Sainval : le prince
- Raymonde Allain : l'impératrice Eugénie
- Léa Gray : la duchesse de Morny
- Denise Provence : Brigitte
- Gabriel Gobin : Chavert, le régisseur
- Jacques Castelot : le duc de Morny
- Pierre Dux : général Danicheff
- Georges Pally
- Alexandre Astruc : Ludovic Halévy

## Musique
Principaux extraits musicaux du film
- La Chanson de Fortunio : Si vous croyez que je vais dire
- La Vie parisienne : Je suis veuve d'un colonel - extrait du no 11 (Final du 2e acte)
- La Vie parisienne : En endossant mon uniforme - extrait du no 17 (Final du 3e acte)
- La Périchole : Mon Dieu, que les hommes sont bêtes (nouvelles paroles)
- Madame Favart (nouvelles paroles)
- La Périchole : air de la lettre, Ô mon cher amant, je te jure
- La Belle Hélène : Oui c'est un rêve – extrait du no 15 (Duo)
- La Vie parisienne (nouvelles paroles)
- La Grande-duchesse de Gérolstein : Ah, que j'aime les militaires - extrait du no 3 (Rondeau)
- La Grande-duchesse de Gérolstein : Voici ce qu'a dit mon ami, Dites-lui - extrait du no 10 (Duetto et Déclaration)
- Belle Lurette : On s'amuse, on applaudit, pendant que dure la pièce – extrait du no 22 (Couplets)
- La Belle Hélène : Dis-moi Vénus – extrait du no 11 (Invocation à Vénus)
- La Belle Hélène : Nos amours brèves (nouvelles paroles) – extrait du no 15 (Duo)

## Autour du film
- Le générique se termine par un dialogue entre le scénariste et Jacques Offenbach en ombres chinoises :

« Marcel Achard. Excusez-moi des libertés que j'ai prise avec la vérité.
Jacques Offenbach. Oh, j'ai l'habitude… Mais j'espère que vous n'avez pas touché à ma musique !
Marcel Achard. Bien sûr que non, mon cher maître ! »
En réalité, ce n'est pas le cas, la musique étant adaptée par Louis Beydts.